# Radotín (Přerov)
Radotín é uma comuna checa localizada na região de Olomouc, distrito de Přerov.